# Rudná u Prahy
Rudná u Prahy – stacja kolejowa w miejscowości Rudná, w kraju środkowoczeskim, w Czechach. Znajduje się na linii kolejowej Praga – Beroun, na południe od Pragi. Znajduje się na wysokości 390 m n.p.m.
Jest zarządzana przez Správę železnic. Na stacji nie ma możliwości zakupu biletów, a obsługa podróżnych odbywa się w pociągu.

## Linie kolejowe
- 122 Praha - Hostivice - Rudná u Prahy
- 173 Praha-Smíchov - Beroun